# Robbie Savage
Robert William "Robbie" Savage (Wrexham, 18 de outubro de 1974) é um ex-futebolista galês que atuava como meio-campista.

## Carreira

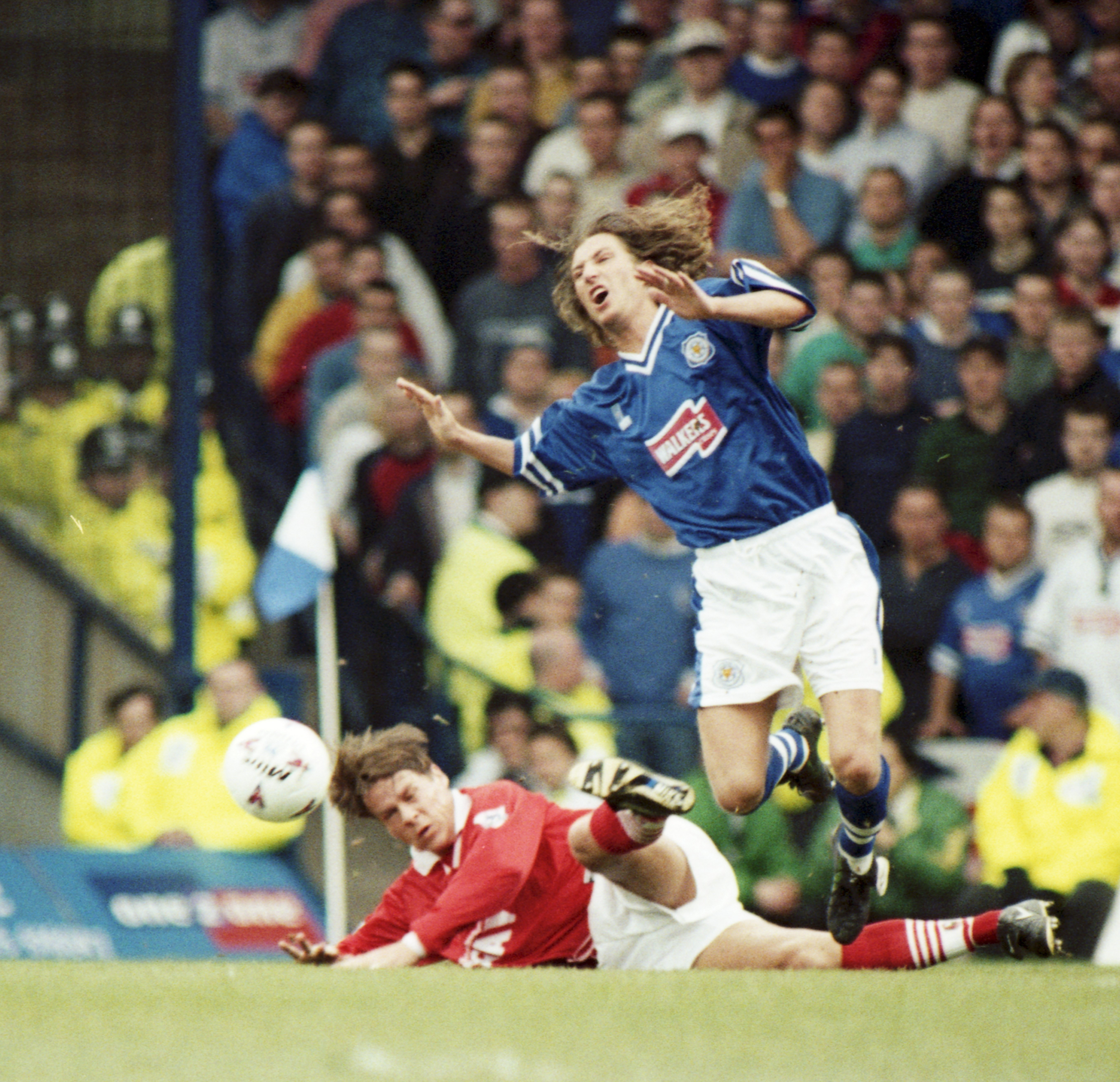
Savage no Leicester City

Savage começou nas categorias de base do Manchester United, em 1991, e em 1993 foi promovido a equipe principal, porém acabou não jogando, deixando a equipe um ano depois, quando acertou sua transferência para o Crewe Alexandra, nas temporadas de 1994 a 1997 atuou 77 vezes e marcou 10 gols. Com a boa forma na equipe, o meio-campista logo despertou interesses de outros clubes. Em 1997, partiu para defender as cores do Leicester City e brilhou com 172 partidas e 8 gols, mantendo-se na equipe até 2002, quando acertou uma nova transferência, desta vez para o Birmingham City, onde participou de 82 partidas e anotou 11 gols.
Em 2005, Savage despediu-se do Birmingham para se juntar ao Blackburn Rovers, onde ficou até 2008 (76 partidas e um gol), quando mudou de ares novamente, desta vez para o Derby County, clube onde ficou durante 3 temporadas; em 2008, chegou a atuar por um breve período no Brighton & Hove Albion, emprestado pelos Rams. Em outubro de 2010, disputou sua 600ª partida oficial por clubes, e fez um dos gols na vitória por 3 a 0 sobre o Preston North End.
Após chegar a pensar em jogar no Vancouver Whitecaps, Savage ouviu de um torcedor para que saísse do Derby County e levasse Nigel Clough com ele e recusou mudar-se para o Canadá, encerrando a carreira ao final da temporada 2010-11, aos 36 anos. Em 2012, chegou a ensaiar uma volta aos gramados para defender o Rangers, que fora rebaixado para a quarta divisão escocesa por dívidas, porém desistiu.

### Seleção Nacional
Foi convocado pela primeira vez para a Seleção Galesa em 1995, onde jogou 39 partidas e marcou 2 gols. Em setembro de 2005, despediu-se da equipe, alegando que pretendia concentrar-se em sua carreira em clubes; falou-se, inclusive, que uma briga com o técnico John Toshack foi o verdadeiro motivo da saída do meio-campista.

## Clubes
| Temporadas | Equipe                 | Jogos | Gols |
| ---------- | ---------------------- | ----- | ---- |
| 1993-1994  | Manchester United      | 0     | (0)  |
| 1994-1997  | Crewe Alexandra        | 77    | (10) |
| 1997-2002  | Leicester              | 172   | (8)  |
| 2002-2005  | Birmingham City        | 82    | (11) |
| 2005-2008  | Blackburn              | 76    | (1)  |
| 2008-2011  | Derby County           | 124   | (7)  |
| 2008       | Brighton & Hove Albion | 6     | (0)  |